# باشگاه فوتبال کارون خوزستان
باشگاه فرهنگی ورزشی کارون خوزستان
یک باشگاه ورزشی است که در زمینه فوتبال و کشتی در شهر اهواز فعالیت می کند.
این باشگاه در سال ۲۰۰۷ تأسیس شده‌است.